# Bisetocreagris silvestrii
Espèce
Synonymes
- Microcreagris silvestrii Chamberlin, 1930
- Microcreagris chinensis Beier, 1943

Bisetocreagris silvestrii est une espèce de pseudoscorpions de la famille des Neobisiidae.

## Distribution
Cette espèce est endémique de Chine.

## Description
Le mâle décrit par Harvey en 1999 mesure 4,00 mm.

## Systématique et taxinomie
Cette espèce a été décrite sous le protonyme Microcreagris silvestrii par Chamberlin en 1930. Elle est placée dans le genre Bisetocreagris par Harvey en 1999 qui dans le même temps place Microcreagris chinensis en synonymie.

## Étymologie
Cette espèce est nommée en l'honneur de Filippo Silvestri.

## Publication originale
- Chamberlin, 1930 : A synoptic classification of the false scorpions or chela-spinners, with a report on a cosmopolitan collection of the same. Part II. The Diplosphyronida (Arachnida-Chelonethida). Annals and Magazine of Natural History, sér. 10, vol. 5, p. 1-48 & 585-620.